# Stričak
Stričak (čičak veliki, ščetica, bodalj, modrulj, badeljka, badavac; lat. Carduus) je rod biljaka iz porodice glavočika (Asteraceae). Ima preko 120 vrsta koje su rasprostranjene po gotovo cijeloj Euroaziji, i dijelovima Afrike. Neke vrste uvezene su u SAD i Australiju.
Po hrvatskom popisu postoji 29 raznih vrsta i podvrsta koje rastu u Hrvatskoj.

## Vrste
1. Carduus acanthocephalus C.A.Mey.
2. Carduus acanthoides L.,  bodljasti stričak
3. Carduus acicularis Bertol., dvobojni stričak (igličasti stričak)
4. Carduus adpressus C.A.Mey.
5. Carduus affinis Guss.
6. Carduus afromontanus R.E.Fr.
7. Carduus amanus Rech.f.
8. Carduus angusticeps H.Lindb.
9. Carduus arabicus Jacq. ex Murray
10. Carduus × aragonensis Devesa & Talavera
11. Carduus argentatus L.
12. Carduus argyroa Biv.
13. Carduus × arvaticus Font Quer & Rothm.
14. Carduus asturicus Franco
15. Carduus × atacinus (Arènes) B.Bock
16. Carduus aurosicus Vill.
17. Carduus axillaris Gaudin
18. Carduus baeocephalus Webb
19. Carduus ballii Hook.f.
20. Carduus × bergadensis Sennen
21. Carduus bourgaei Kazmi
22. Carduus bourgeanus Boiss. & Reut.
23. Carduus broteroi Welw. ex Cout.
24. Carduus × brunneri Döll
25. Carduus budaianus Jáv.
26. Carduus × camplonensis Devesa & Talavera
27. Carduus candicans Waldst. & Kit., bjelasav stričak
28. Carduus × cantabricus Devesa & Talavera
29. Carduus carduelis (L.) Gren., rasperani stričak
30. Carduus carlinoides Gouan
31. Carduus carpetanus Boiss. & Reut.
32. Carduus cephalanthus Viv.
33. Carduus chevallieri Barratte ex Chevall.
34. Carduus chrysacanthus Ten., krilastotrni stričak
35. Carduus clavulatus Link
36. Carduus collinus Waldst. & Kit., ugljasti stričak
37. Carduus corymbosus Ten.
38. Carduus crispus L., kovrčavi stričak
39. Carduus dahuricus (Arènes) Kazmi
40. Carduus defloratus L., bezlistni stričak, (u Hrv. i podvrsta makoliki stričak)
41. Carduus edelbergii Rech.f.
42. Carduus × estivali Arènes
43. Carduus × fallax Borbás
44. Carduus fasciculiflorus Viv.
45. Carduus getulus Pomel
46. Carduus × gillotii Rouy
47. Carduus × grassensis Briq. & Cavill.
48. Carduus × grenieri Sch.Bip. ex Nyman
49. Carduus hamulosus Ehrh., kukasti stričak
50. Carduus hazslinszkyanus Budai
51. Carduus hohenackeri Kazmi
52. Carduus ibicensis (Devesa & Talavera) Rosselló & N.Torres
53. Carduus × intercedens Hausskn.
54. Carduus × ipe Boros
55. Carduus × jordanii Arènes
56. Carduus keniensis R.E.Fr.
57. Carduus kerneri Simonk.
58. Carduus kirghisicus Sultanova
59. Carduus kumaunensis (Arènes) Kazmi
60. Carduus lanuginosus Willd.
61. Carduus leptacanthus Fresen.
62. Carduus × leptocephalus Peterm.
63. Carduus leptocladus Durieu
64. Carduus litigiosus Nocca & Balb.
65. Carduus lobulatus Borbás
66. Carduus lusitanicus Rouy
67. Carduus macracanthus Kazmi
68. Carduus macrocephalus Desf., krupnoglavičasti stričak
69. Carduus malyi Greuter
70. Carduus maroccanus (Arènes) Kazmi
71. Carduus martinezii Pau
72. Carduus membranaceus Lojac.
73. Carduus meonanthus Hoffmanns. & Link
74. Carduus × meratii Arènes
75. Carduus millefolius R.E.Fr.
76. Carduus × mixtus Corb.
77. Carduus modestii Tamamsch.
78. Carduus × montis-majoris Teyber
79. Carduus × moritzii Brügger
80. Carduus myriacanthus Salzm. ex DC.
81. Carduus nawaschini Bordz.
82. Carduus nervosus K.Koch
83. Carduus nigrescens Vill.
84. Carduus numidicus Coss. & Durieu
85. Carduus nutans L., poniknuti stričak
86. Carduus nyassanus R.E.Fr.
87. Carduus olympicus Boiss.
88. Carduus onopordioides Fisch. ex M.Bieb.
89. Carduus × orthocephalus Wallr.
90. Carduus peisonis Teyber
91. Carduus personata (L.) Jacq., gubičasti stričak
92. Carduus poliochrus Trautv.
93. Carduus × puechii H.J.Coste
94. Carduus pumilus D.Don
95. Carduus × pycnocephaloformis Arènes
96. Carduus pycnocephalus L., sitnoglavičasti stričak
97. Carduus quercifolius F.K.Mey.
98. Carduus ramosissimus Pancic
99. Carduus rechingerianus Kazmi
100. Carduus rivasgodayanus Devesa & Talavera
101. Carduus ruwenzoriensis S.Moore
102. Carduus santacreui (Devesa & Talavera) Devesa
103. Carduus schimperi Sch.Bip.
104. Carduus × schulzeanus Ruhmer
105. Carduus seminudus M.Bieb.
106. Carduus × sepincola Hausskn.
107. Carduus × septentrionalis Devesa & Talavera
108. Carduus silvarum R.E.Fr.
109. Carduus solteszii Budai
110. Carduus spachianus Durieu
111. Carduus squarrosus DC. ex Lowe
112. Carduus × stangii H.Buek
113. Carduus tenuiflorus Curtis
114. Carduus × theriotii Rouy
115. Carduus thracicus (Velen.) Hayek
116. Carduus tmoleus Boiss.
117. Carduus transcaspicus Gand.
118. Carduus × turocensis Margittai
119. Carduus uncinatus M.Bieb.
120. Carduus × veronensis Arènes
121. Carduus × vigoi Mateo
122. Carduus volutarioides Reyes-Bet.
123. Carduus × weizensis Hayek

## Sinonimi
- Clavena DC.
- Clomium Adans.
- Onopyxus Bubani
- Orthocentron Cass.
- Polycantha Hill
- Pternix Hill